# Altino Gomes da Silva
Altino Gomes da Silva (Coruripe - Alagoas, 4 de agosto de 1904 - Ilha de Paquetá - Rio de Janeiro,  23 de março de 1996). Militar reformado como tenente da Polícia Militar fluminense, à época em que a cidade do Rio de Janeiro era Distrito Federal. Quando soldado, foi um dos sobreviventes da Revolta dos 18 do Forte de Copacabana  Historiador, poeta, jornalista, conferencista e cultor da língua Tupi. Ficou mais conhecido como professor de Filosofia, História Geral e Geografia. Como jornalista na capital de São Paulo, escreveu para vários jornais e revistas da época, divulgando a língua e tradições da cultura Tupi, sob o pseudônimo de “Caaetê”. Recebeu várias condecorações como professor emérito entre elas o título de Comendador.

## Vida
Alagoano da cidade de Coruripe descendente de índios Caetés por parte de mãe e de negros Bantos por parte de pai, ficou órfão muito cedo deixando Alagoas para tentar a sorte no sul do pais. Este trajeto foi percorrido a pé durante toda sua juventude, período onde passou por toda sorte de dificuldades, estabelecendo-se no Rio de Janeiro. Em 1921, trabalhava de auxiliar de padeiro, quando alistou-se no Exército Brasileiro por conta de uma atrativa campanha de voluntários feita pelas forças armadas para preencher os quadros de efetivos desfalcados pelo grande número de mortes causadas pela epidemia de Gripe Espanhola que assolou o pais anos antes. Como jovem soldado, serviu no "15º Regimento de Cavalaria Independente da Vila Militar" onde, em 1922, foi ferido a bala em combate no episódio histórico conhecido como a Revolta dos 18 do Forte de Copacabana . 
Por volta de 1926 serviu na antiga “Escola XV de Novembro” em Quintino Bocaiuva no subúrbio carioca, onde exerceu as funções de professor de ginástica e esgrima de baioneta durante quatro anos, na gestão do Dr. Lemos de Brito. Passou para a Polícia Militar do Distrito Federal, no Rio de Janeiro, até aposentar-se como 1º Tenente, transferindo-se depois para São Paulo. Lá fundou o diretório zonal do partido político UDN no bairro de Santa Cecília. 
Dedicando-se depois à cultura, foi professor de Filosofia, História Geral e Geografia diplomado pelo MEC, seção de São Paulo (equivale ao mestrado hoje). Ministrou aulas no antigo Instituto de Educação Maria José. Foi também escritor, poeta, jornalista, conferencista e cultor da Língua Tupi. Colaborou durante dois anos na extinta revista paulista “Indicador Bandeirante”, divulgando a língua e tradições da cultura Tupi, sob o pseudônimo de “Caaetê”. Como poeta, publicou sonetos em semanários como o jornal "A Gazeta da Zona Norte" de propriedade de seu amigo jornalista Ary Silva. 
Por traduzir 48 nomes de rios e bairros do Município de São Paulo, do tupi para o português, recebeu do Instituto Genealógico Brasileiro a mais alta condecoração da entidade, o colar “Grã-Cruz de João Ramalho”. Foi diretor da Casa do Poeta Lampião de Gás e conselheiro da Sociedade Geográfica Brasileira Foi membro da Associação dos Nobres Cavaleiros de São Paulo e fundador do Clube dos Estados. Aos 80 anos mudou-se para a tranquila Ilha de Paquetá, dedicando-se a escrever seus poemas e romances históricos.

## Condecorações
- Colar Grã-Cruz Marechal Rondon (Comendador) - Sociedade Geográfica Brasileira
- Colar Grã-Cruz de João Ramalho - Instituto Genealógico Brasileiro
- Medalha Pedro Alvares Cabral - Sociedade Geográfica Brasileira
- Medalha Brigadeiro Couto Magalhães - Sociedade Geográfica Brasileira
- Medalha da Ecologia - Sociedade Geográfica Brasileira
- Medalha da Euclides da Cunha - Clube dos Estados
- Medalha Carlos Gomes - Prefeitura de Campinas

## Obras
Como historiador possui 2 livros de Romances históricos e paradidáticos.
- Natalina (1990), Romance histórico, Editora Portinho Cavalcanti - RJ.
- Respingos Históricos de uma Década Contos históricos (1992) Editora Portinho Cavalcanti - RJ.

## Homenagens
Foi professor homenageado pelos formandos do Magistério sendo Patrono da Turma de 1969 do Instituto de Educação Maria José.